# پارک ملی آلاتای
پارک ملی آلاتای (به لاتین: Alatay Nature Park) یک پارک ملی در قرقیزستان است که در شهرستان توقتوغول واقع شده‌است.